# 1338
1338 (MCCCXXXVIII) a fost un an obișnuit al calendarului iulian, care a început într-o zi de sâmbată.

## Evenimente
- 3 ianuarie: Jacob van Artevelde este numit căpitan al răsculaților flamanzi din Gand.
- 23 aprilie: Bătălia din dreptul castelului Biervliet: Jacob van Artevelde înfrânge pe contele de Flandra, Louis de Nevers.
- 29 aprilie: Se încheie o alianță între orașele flamande Bruges, Ypres și Gand.
- 17 mai: Ludovic al IV-lea, împărat romano-german proclamă manifestul "Fidem catholicam", care proclamă egalitatea dintre papă și împărat și prin care alegerea împăratului revine exclusiv electorilor, fără a mai fi nevoie de aprobarea papei.
- 16 iulie: Conducătorul jalairid Hasan Buzurg cedează Tabriz și Azerbaidjan ciubanizilor.
- 22 iulie: Regele Eduard al III-lea al Angliei debarcă la Anvers.
- 4 august: Dieta de la Frankfurt promulgă "Licet juris", privitoare la alegerea împăratului romano-german.
- 3 septembrie: Ludovic al IV-lea, împărat romano-german, îl numește ca vicar general al Imperiului romano-german pe Eduard al III-lea, regele Angliei, și îi acordă sprijinul în revendicările la tronul Franței, în baza Înțelegerii de la Koblenz din 31 august.
- 31 octombrie: Papa Benedict al XII-lea trimite patru legați în China, la curtea hanului mongol Chundi.

### Nedatate
- martie: Alianța încheiată la Visehrad între regele Carol Robert al Ungariei, Cazimir al III-lea al Poloniei și George al II-lea, duce de Halici-Volînia, prin care cel din urmă îl desemnează ca succesor al său pe regele polon.
- Bengalul se desprinde de sub dominația sultanatului de Delhi.
- Călătoria în India a venețianului Giovanni Loredano.
- Flota franceză atacă Portsmouth, în Anglia.
- Regele Filip al VI-lea al Franței ocupă Guyenne de la englezi.

## Nașteri
- 21 ianuarie: Carol al V-lea al Franței (d. 1380)
- 3 februarie: Ioana de Bourbon, soția regelui Carol al V-lea al Franței (d. 1378)
- 23 august: Ștefan Tvrtko I, rege al Bosniei (d. 1391)
- 5 octombrie: Alexios al III-lea (Alexios III Megas Comnen), împărat bizantin de Trapezunt (d. 1390)
- Muhammed al V-lea, sultan de Granada (d. 1391)

## Decese
- Awhadi de Maraghai, poet persan (n. 1271)
- Guillaume al II-lea, duce de Atena (n. 1312)
- Marino Sanudo "cel Bătrân", om de stat și geograf venețian (n.c. 1260)